# قصر خسرو
قصر خسرو (بالفارسية: کاخ خسرو) هو قصر تاريخي يعود إلى عصر ساسانيون، ويقع في قصر شيرين.